# インディアン・デスロック

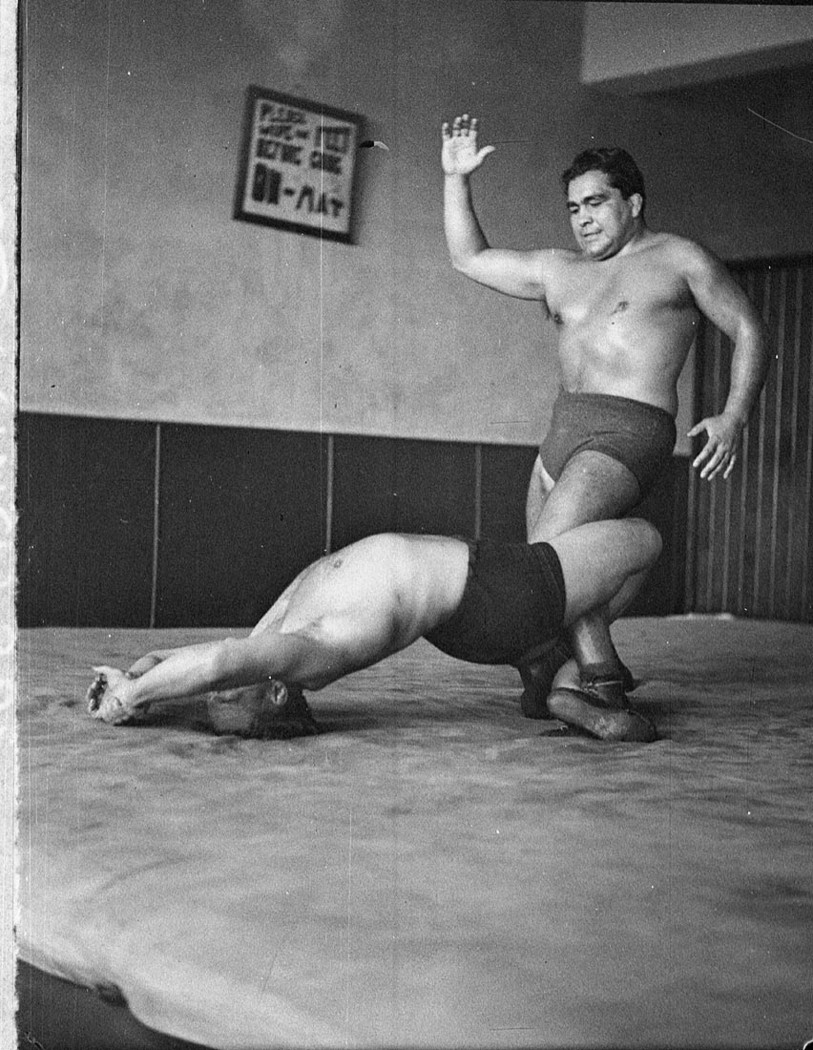
チーフ・リトル・ウルフによる立ち姿勢でのインディアン・デスロック

インディアン・デスロック（Indian Deathlock）は、プロレス技の一種である。ダニー・リトルベアやチーフ・ジェイ・ストロンボーなど、インディアン・ギミックのプロレスラーが得意技とした。別名フロント・インディアン・デスロック、地獄固め（じごくがため）。

## 概要
仰向けに倒れた相手の両脚が胡坐をかいた様な状態にして、その間に自分の脚を差し込み、相手の前に来ている脚に自分の脚を引っ掛けて固める技。基本的に掛け手は相手と向かい合って膝立ちになる場合が多いが、後方に倒れ込むことでダメージを倍増することができる。
ハーフガードポジションの二重がらみや両脚を4の字に組んだクローズドガードへの返し技として使用される。また、立ち上がってかけてもよい。
書籍『ザ・ストロングスタイル』はインディアンの格闘技の技から取り入れた、としている。また、同著は足4の字固めはこの技の変形という説がある、としている。
派生技として、リバース・インディアン・デスロックがある。こちらは、名前の通り相手をひっくり返した状態で掛けるインディアン・デスロックである。アントニオ猪木の十八番技であったため、技の認知度としてはこちらの方が高く、通常型のインディアン・デスロックは便宜上、「フロント・インディアン・デスロック」と呼ばれる場合がある。

## エピソード
- 1977年にハーリー・レイスがこの技でテリー・ファンクからギブアップを奪い、NWA世界ヘビー級王座を奪取した。
- デビュー以来ギブアップ負けをしたことが無かった天龍源一郎は、1990年に足の負傷が原因でジャンボ鶴田、スティーブ・ウィリアムスに立て続けにこの技でギブアップ負けを喫した（ウィリアムス戦でのギブアップ負けは、スタン・ハンセンと組んでの殺人魚雷との世界タッグ王座戦であり、ハンセンとの仲間割れの原因となった）。
- 技の掛けた形が似ているためにしばしば監獄固めと混同されることがある[要出典]。
- WWEのトリプルHは、長い間必殺技としてペディグリーを使用しているが、ペディグリー開発以前はこの技を必殺技としており、のちにも時折繰り出されたことがある。技のかけ方は通常のしゃがみ込む形では無く、足4の字固めのような体勢から、ロックしていない方の脚で相手の膝を押して圧迫する場合や、脚を絡ませた後に相手もろともうつ伏せになってダメージを与える場合などがある。